# Кофактор
Вижте пояснителната страница за други значения на Кофактор.
Кофакторът е небелтъчна част на ензимите, която е необходима при катализа. На кофакторите може да се гледа като на „помощни молекули/йони“, които подпомагат биохимичните превръщания. Определени субстанции като водата и много йони могат да бъдат здраво свързани с ензимите, но на тях не се гледа като на кофактори, защото са широко разпространени. Според някои източници терминът „кофактор“ трябва да се употребява само за неорганични вещества.
Кофакторите могат да бъдат разделени на две големи групи: коензими и простетични групи. Коензимите са малки органични небелтъчни молекули, които пренасят химически групи между ензимите. Те не са свързани здраво с ензимите и се освобождават като нормална част от каталитичния цикъл. Простетичните групи образуват постоянна част от белтъчната структура на ензимите.
Металните йони са често срещани кофактори. Изучаването им е част от областта на бионеорганичната химия.

## Апоензими и холоензими
Ензим, който няма кофактор се нарича апоензим, а тези които са напълно активни и притежават кофактор се наричат холоензими.
Апоензим + кофактор <=> Холоензим